# Jean-Luc Fauconnier
Pour les articles homonymes, voir Fauconnier.
Jean-Luc Fauconnier, né le 18 janvier 1941 à Charleroi, est un écrivain belge d'expression wallonne.

## Biographie
Jean-Luc Fauconnier naît le 18 janvier 1941 à Charleroi. Il est le fils du dialectologue Jean Fauconnier. Il fréquente l'Université libre de Bruxelles et obtient une licence de philologie romane en 1963.
En 1987, il est chargé d'un cours de dialectologie wallonne au Centre universitaire de Charleroi (CUNIC).
À partir de 1988, il a joué un rôle essentiel dans la reconnaissance des langues régionales en Belgique francophone, d'abord en tant qu'attaché au cabinet de Valmy Féaux, alors Ministre-Président de la Communauté française de Belgique, puis en tant que responsable du Service des Langues régionales endogènes, créé au sein de l'Administration de la Communauté française en 1991. De 1992 à 2016, il préside le Conseil des Langues régionales endogènes, l'instance d'avis compétente pour cette matière.
Il est le président du Comité belge du Comité roman du Bureau européen pour les langues moins répandues (CROMBEL) et un membre titulaire de la Société de langue et de littérature wallonnes et de la Commission royale de toponymie et de dialectologie.
Jean-Luc Fauconnier écrit ses œuvres en wallon de Châtelet, la localité dont il est originaire, mais réalise généralement ses traductions en wallon de Charleroi.

### Prose
- Avou ’ne pougnîye on ’n-a plin s’ mwin, cinq récits en prose, Charleroi, éd. Association littéraire wallonne de Charleroi, 1989, 30 p.
- Li djoû qu’i ploûra des pupes di têre, récit, Liège, éd. Société de langue et de littérature wallonnes, coll. « Littérature dialectale d’aujourd’hui », no 24, 1992
- Lès bièstrîyes da Miyin du Culot, apophtegmes, Charleroi, éd. Association littéraire wallonne de Charleroi, coll. « Les scrijâdjes du Bourdon », no 11, 1998, 88 p.
- Sèm’di, récit, Charleroi, éd. Association littéraire wallonne de Charleroi, coll. « Les scrijâdjes du Bourdon », no 32, 2004, 63 p.  (ISBN 978-2-930364-11-7)
- Li Nwârôde, roman, Charleroi, éd. CROMBEL, coll. « micRomania », 2014
- Ène coupe di deûs, roman, Charleroi, CROMBEL, coll. « micRomania », 2018  (ISBN 978-2-930364-83-4)

### Poésie
- Fôvètes. Ène grosse di bièst'rîyes a môde d'haiku, recueil de haïkus, Charleroi, éd. Association littéraire wallonne de Charleroi, coll. « Les scrijâdjes du Bourdon », 2011  (ISBN 978-2-930364-40-7)

- T’t-ô long dès djoûs èt dès sésons, haïkus, Liège, éd. Noir Dessin, coll. « Lès bab'lutes », no 4, 2019

- Li tins qu’è-st-a l’uch…, recueil de haïkus, Charleroi, éd. Association littéraire wallonne de Charleroi, coll. « Les scrijâdjes du Bourdon », 2020, 33 p.  (ISBN 978-2-930364-95-7)
- Dès bièst'rîyes al chûte da Fibonacci, Charleroi, éd. Association littéraire wallonne de Charleroi, coll. « Les scrijâdjes du Bourdon », 2022, 71 p.  (ISBN 978-2-931107-05-8)

### Philologie
- (avec Arille Carlier et Willy Bal) Dictionnaire de l'Ouest-Wallon, éd. Association littéraire wallonne de Charleroi, 1991
- Vos v’lèz scrîre ? Le système Feller appliqué à la transcription de l’ouest-wallon de la région carolorégienne, Charleroi, éd. Association littéraire wallonne de Charleroi, coll. « Les scrijâdjes du Bourdon », no 50, 2009, 28 p.  (ISBN 978-2-930364-42-1)

### Bandes dessinées

#### Coquia èyèt Mésse Coq
- 1. Coquia èyèt Mésse Coq[4], Association littéraire wallonne de Charleroi, Charleroi, 2002
Scénario : Jean-Luc Fauconnier - Dessin : Jacques Raes -  (ISBN 2-930364-04-1)
- 2. Tat'lèz mès colôs…[5], Association littéraire wallonne de Charleroi, Charleroi, 2007
Scénario : Jean-Luc Fauconnier - Dessin : Jacques Raes -  (ISBN 2-930364-30-0)
- 3. Ô twèsième côp, on vwèt lès mésses !, Association littéraire wallonne de Charleroi, Charleroi, 2013
Scénario : Jean-Luc Fauconnier - Dessin : Jacques Raes -  (ISBN 978-2-930364-64-3)
- 4. V' la l' quate[6], Association littéraire wallonne de Charleroi, Charleroi, 2020
Scénario : Jean-Luc Fauconnier - Dessin : Jacques Raes -  (ISBN 978-2-930364-94-0)

### Traductions
- Alfio Centin, Erbario – Cayér as-yèbes, Charleroi, éd. CROMBEL, coll. « micRomania », 2001
- Hergé, Lès-ôr’rîyes dèl Castafiore, Tournai, Casterman, 2008
- Antoine de Saint-Exupéry, Li P’tit Prince, Neckarsteinbach, éd. Tintenfass, 2008
- Heinrich Hoffmann, Piêre al Bousséye. Djwèyeûsès quétes èyèt droles d’imâdjes, Neckarsteinbach, éd. Tintenfass, 2010
- Daniel Barbez, Lès mots dô Vî pa da Félicyin, Bruxelles, éd. Fédération Wallonie-Bruxelles, Service général des Lettres et du Livre, coll. « Lès bab'lutes », no 1, 2010
- Chantal Denis, Djan èt Djène, Bruxelles, éd. Fédération Wallonie-Bruxelles, Service général des Lettres et du Livre, coll. « Lès bab'lutes », no 2, 2011
- Wilhelm Busch, Miyin èyèt Môrice : Sèt´ quétes dès-ârnagats, Neckarsteinbach, éd. Tintenfass, 2011  (ISBN 978-3-937467-99-3)
- Lewis Carroll, Lès-avirètes da Alice ô payis dès mèrvèyes, Westport, éd. Evertype, 2012
- Clement Clarke Moore, Li niût d’vant l’ Nowé, Neckarsteinbach, éd. Tintenfass, 2012
- Félix Timmermans, Sint Nicolas dins lès rûjes, Neckarsteinbach, éd. Tintenfass, 2017
- Heather Amery & Stephen Cartwright, Mes mille premiers mots en wallon occidental, Neckarsteinach, éd. Tintenfass, 2018
- Roland Thibeau, Èl vilâdje èdôrmu, Charleroi, éd. Association littéraire wallonne de Charleroi, coll. « Les scrijâdjes du Bourdon », 2020
- Beatrix Potter, L’istwêre da Pièrot Lapé, Neckarsteinach, éd. Tintenfass, 2021
- Caroline et Christelle Lemaire, Droles di bièsses, Grivegnée, Noir Dessin Production, coll. « Lès bab'lutes », no 5, 2023, 40 p.  (ISBN 978-2-873513-98-6)
- André Franquin, Gaston : Flotches, Foûrlaches èyèt Boulètes, Grivegnée, éd. Noir Dessin production, 2024
- René Goscinny & Albert Uderzo, Astérix mon dès Bèljes, Grivegnée, éd. Noir Dessin production, 2025

### Préfaces
- L' Tonnia d' Charlerwet, préface à In bon cint d' vîyès quéntes a môde dès cènes qui vûdît du Tonnia gn-a cint-ans, Charleroi, éd. Association littéraire wallonne de Charleroi, coll. « Les scrijâdjes du Bourdon », no 63, 2014, 54 p.

## Prix et Distinctions
- 1986 : 
  - admission à la Société de langue et de littérature wallonnes, en tant que successeur de Georges Fay ;
  - admission à la Commission royale de toponymie et de dialectologie ;
- 1992 : 
  - Prix du Hainaut de Littérature en Langues régionales pour Li djoû qu’i ploûra dès pupes di têre ;
  - réception comme académicien honoris causa de l'Académie pour la Défense et l'Illustration du Parler Bruxellois[7]